# مرد سه‌بعدی
مرد سه‌بعدی (به انگلیسی: 3-D Man) یک شخصیت تخیلی و ابرقهرمانانه در کتاب‌های کامیک می‌باشد. این کاراکتر به دست ری توماس و جیم کریگ خلق شده و در نخستین مارول شماره ۳۵ام (آوریل ۱۹۷۷) معرفی شد.
جدا از کتاب‌های کامیک، شرکت مارول ازمرد سه‌بعدی در دیگر کالاهای خود از جمله پوشاک، اسباب‌بازی، ورق بازی، انیمیشن‌های تلویزیونی و بازی‌های رایانه‌ای استفاده کرده است.